# Liste der Monuments historiques in Limerzel
Die Liste der Monuments historiques in Limerzel führt die Monuments historiques in der französischen Gemeinde Limerzel auf.

## Liste der Bauwerke
| Bezeichnung               | Beschreibung | Standort                     | Kennzeichnung | Schutzstatus | Datum | Bild |
| ------------------------- | ------------ | ---------------------------- | ------------- | ------------ | ----- | ---- |
| Kapelle St-Laurent        |              | Rue Saint-Laurent (Lage)     | PA00091366    | Inscrit      | 1932  |      |
| Calvaire auf dem Friedhof |              | Rue de la Mairie (Lage)      | PA00091367    | Inscrit      | 1927  |      |
| Croix de Crévéac (Kreuz)  |              | (Lage)                       | PA00091368    | Inscrit      | 1928  |      |
| Kreuz                     |              | Vallée de Saint-Clair (Lage) | PA00091369    | Inscrit      | 1934  |      |
| Brunnen Saint-Clair       |              | Vallée de Saint-Clair (Lage) | PA00091370    | Inscrit      | 1928  |      |
| Haus                      |              | 2, place de l’Église (Lage)  | PA00091372    | Inscrit      | 1929  |      |
| Herrenhaus                |              | Pinieux (Lage)               | PA00091371    | Inscrit      | 1927  |      |

## Liste der Objekte
- Monuments historiques (Objekte) in Limerzel in der Base Palissy des französischen Kultusministeriums